# Traforaj

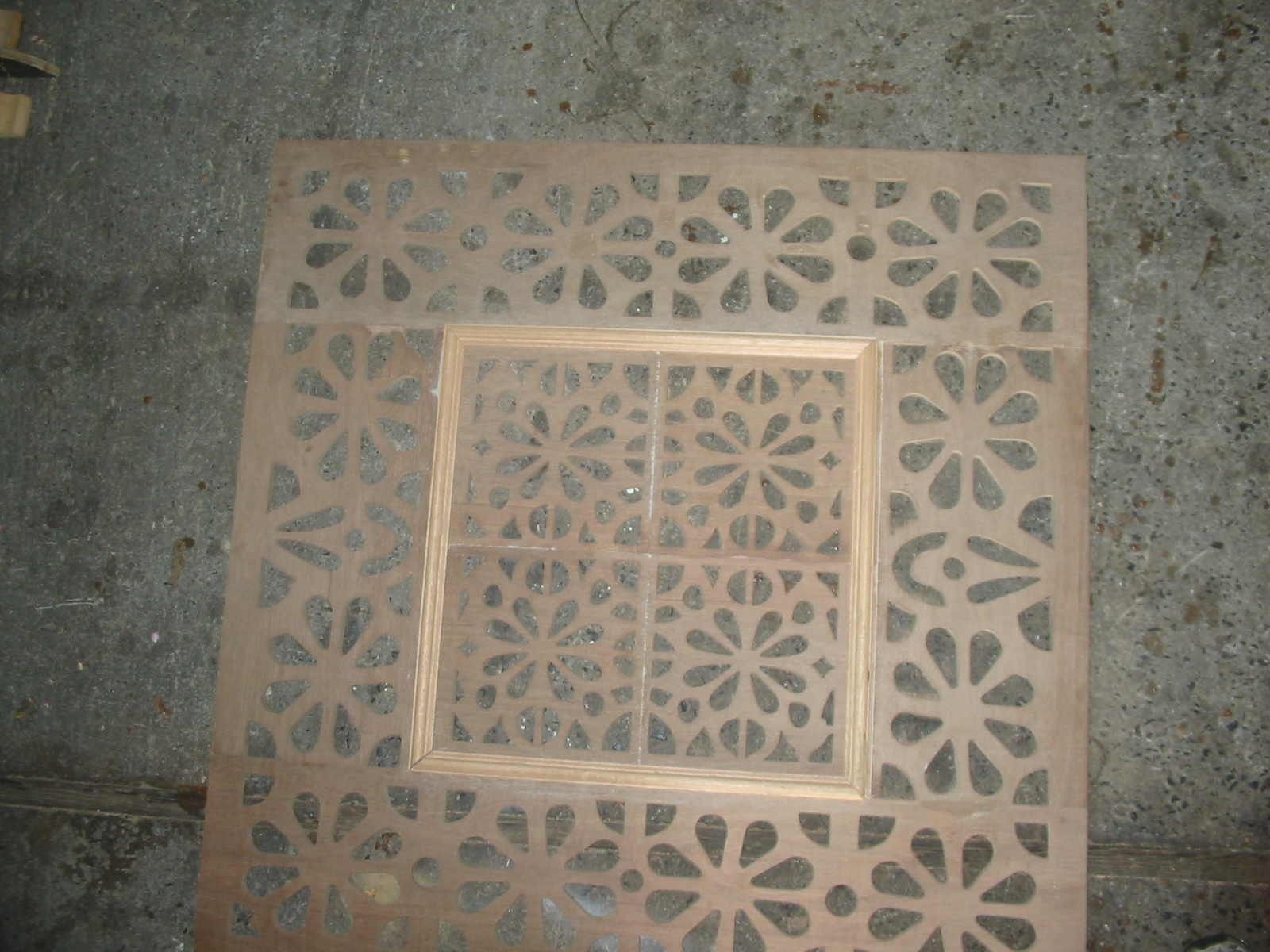

Traforajul este un procedeu de ornamentare, constând în decuparea unei figuri sau a unui motiv decorativ dintr-o placă subțire de lemn.
Este practicat ca hobby.
În România comunistă, elevii claselor primare învățau să lucreze la traforaj.